# Pseudombrophila
Pseudombrophila es un género de hongos de la familia Pyronemataceae.  Este género ampliamente distribuido contiene  28 especies.

## Especies
- Pseudombrophila aggregata
- Pseudombrophila cervaria
- Pseudombrophila deerrata
- Pseudombrophila equina
- Pseudombrophila hepatica
- Pseudombrophila leporum
- Pseudombrophila merdaria
- Pseudombrophila misturae
- Pseudombrophila pedrottii
- Pseudombrophila pluvialis
- Pseudombrophila porcina
- Pseudombrophila ramosa
- Pseudombrophila theioleuca